# 罗伊森克格
罗伊森克格（德語：Reußenköge，發音：[ʁɔʏsn̩ˈkøːɡə]）是德国石勒苏益格-荷尔斯泰因州北弗里斯兰县的市镇，面积45.91平方千米，2023年12月31日人口为320人。